# Jerzy Heryng
Jerzy Heryng, ps. Jerzy Ryng, Henryk Jeż (ur. 13 marca 1886 w Warszawie, zm. 25 grudnia 1937 w Moskwie) – pisarz, prawnik, działacz komunistyczny, jeden z głównych ideologów KPP.

## Życiorys
Był synem działacza socjalistycznego Zygmunta Herynga i Heleny Heryng. Od 1900 należał do nielegalnie działającego Związku Polskiej Młodzieży Socjalistycznej (od 1903 – ZMS). W 1905 brał udział w organizowaniu strajku szkolnego w Warszawie. Od 1905 był w PPS. Dwukrotnie aresztowany, w 1907 został wysiedlony z Królestwa Polskiego. Studiował w Lozannie i Krakowie, mieszkał w Turynie.  Był współzałożycielem PPS-Lewicy. Był zaangażowany w Krakowskim Związku Pomocy Więźniom Politycznym.
Podczas I wojny światowej przebywał we Włoszech. W 1919 powrócił do Polski, udał do Warszawy. Został działaczem KPRP i Komunistycznej Partii Polski, był członkiem jej Komitetu Warszawskiego. Był aktywny w krzewieniu kultury i oświaty wśród robotników. W 1922 wziął udział w IV Kongresie Kominternu, potem w VI (1928) i VII Kongresie (1935). Od 1923 do 1937 był członkiem Centralnej Redakcji prasy KPP. W 1924 został aresztowany (8 miesięcy więzienia). Podczas odbywania kary wraz z Julianem Brunem i Wacławem Wróblewskim przetłumaczył pierwszy tom Kapitału Karola Marksa (wydany w latach 1926–1933). Był uczestnikiem V Zjazdu KPP. Był sekretarzem redakcji „Nowego Przeglądu” i  członkiem i sekretariatu Komisji Programowej KC KPP. W 1931 został członkiem Komitetu Centralnego KPP. Przedstawiciel frakcji tzw. „mniejszości” w KPP (Julian Leszczyński, Saul Amsterdam) opozycyjnych wobec tzw. „większości” (Adolf Warski, Maria Koszutska, Maksymilian Horwitz). Był aktywny również za granicą, redagował biuletyny informacyjne Kominternu.
W okresie wielkiej czystki w czerwcu 1937 wyjechał do Moskwy. 29 września 1937 aresztowany przez NKWD. 25 grudnia 1937 skazany na śmierć przez Kolegium Wojskowe Sądu Najwyższego ZSRR z zarzutu o udział w antysowieckiej szpiegowskiej organizacji dywersyjno-terrorystycznej. Stracony tego samego dnia. Ciało skremowano w krematorium na Cmentarzu Dońskim, prochy pochowano anonimowo.
Został zrehabilitowany 29 kwietnia 1955 postanowieniem Kolegium Wojskowego SN ZRRR.

## Wybrane publikacje
- Alfred Angiolini, Dzieje socjalizmu we Włoszech do 1910 roku włącznie, z upoważn. aut. przeł. i ostatni rozdział oryg. pod kierownictwem aut. dzieła napisał Jerzy Heryng, Kraków: „Książka” 1912.
- (przekład) Andrzej Vico, Katastrofa przed ożenkiem : komedja w 3 aktach, przeł. z fr. J. R., Poznań: Zjednoczenie Młodzieży Polskiej 1926.
- Marksyzm pana Niedziałkowskiego : (rzecz o książce: „Teorja i praktyka socjalizmu wobec nowych zagadnień”), Warszawa: „Książka” 1927.
- Pogłębienie kryzysu gospodarczego w Polsce, Moskwa: Wydawnictwo Partyjne 1933.
- XVII Zjazd WKP(b), Warszawa: Wydawnictwo „Nowego Przeglądu” 1934.
- Czego chcą komuniści?, Bruxelles: A. Laurent 1937.
- Wybór pism, wstęp Stefan Jędrychowski, Warszawa: „Książka i Wiedza” 1957.
- Materiały pomocnicze z wybranych zagadnień ekonomii politycznej dla słuchaczy uniwersytetów ludowych, przygot. do dr. J. R., Warszawa 1960.
- Jerzy Ryng, Wybór pism, wstęp Stefan Jędrychowski, Warszawa: „Książka i Wiedza” 1957.